# Артјом Демков
Артјом Демјанович Демков (рус. Артём Демьянович Демков, блр. Арцём Дзям'янавіч Дзямкоў — Минск, 26. септембар 1989) професионални је белоруски хокејаш на леду који игра у нападу на позицијама центра и десног крила.
Члан је сениорске репрезентације Белорусије за коју је на међународној сцени дебитовао на светском првенству 2011. године. 
Од 2015. игра за екипу Шахтјора из Салигорска у белоруској лиги. Током каријере између осталих наступао је и за Јуност и Динамо из Минска, те за Сочи.